# Jordan Dingle
Jordan Dingle (Valley Stream, Nueva York; 14 de julio de 2000) es un baloncestista estadounidense que pertenece a la plantilla del KK Vojvodina de la liga serbia. Con 1,91 metros de estatura, juega en la posición de escolta.

## Trayectoria deportiva

### Universidad
Jugó tres temporadas con los  Quakers de la Universidad de Pensilvania, en las que promedió 19,5 puntos, 3,5 rebotes y 2,3 asistencias por partido. Se tomó una licencia de Penn durante su segundo año después de que se cancelara la temporada 2020-21 en la Ivy League debido a la pandemia de COVID-19. En su tercera temporada terminó segundo en la nación con 23,4 puntos por partido y fue nombrado Jugador del Año de la Ivy League y ganó el Trofeo Robert V. Geasey como el mejor jugador del Philadelphia Big 5. Al término de la temporada entró en el portal de transferencias de la NCAA.
Fue transferido a los Red Storm de la Universidad St. John's, donde jugó una última temporada como universitario, en la que promedió 11,6 puntos y 2,0 rebotes por partido.

#### Estadísticas
| Año     | Equipo     | PJ                                                                   | PT                                                                   | MPP                                                                  | %TC                                                                  | %3P                                                                  | %TL                                                                  | RPP                                                                  | APP                                                                  | ROB                                                                  | TPP                                                                  | PPP                                                                  |
| ------- | ---------- | -------------------------------------------------------------------- | -------------------------------------------------------------------- | -------------------------------------------------------------------- | -------------------------------------------------------------------- | -------------------------------------------------------------------- | -------------------------------------------------------------------- | -------------------------------------------------------------------- | -------------------------------------------------------------------- | -------------------------------------------------------------------- | -------------------------------------------------------------------- | -------------------------------------------------------------------- |
| 2019–20 | Penn       | 25                                                                   | 20                                                                   | 31.3                                                                 | .416                                                                 | .339                                                                 | .583                                                                 | 3.4                                                                  | 2.3                                                                  | .8                                                                   | .0                                                                   | 13.5                                                                 |
| 2020–21 | Penn       | La Ivy League canceló la temporada debido a la pandemia de COVID-19. | La Ivy League canceló la temporada debido a la pandemia de COVID-19. | La Ivy League canceló la temporada debido a la pandemia de COVID-19. | La Ivy League canceló la temporada debido a la pandemia de COVID-19. | La Ivy League canceló la temporada debido a la pandemia de COVID-19. | La Ivy League canceló la temporada debido a la pandemia de COVID-19. | La Ivy League canceló la temporada debido a la pandemia de COVID-19. | La Ivy League canceló la temporada debido a la pandemia de COVID-19. | La Ivy League canceló la temporada debido a la pandemia de COVID-19. | La Ivy League canceló la temporada debido a la pandemia de COVID-19. | La Ivy League canceló la temporada debido a la pandemia de COVID-19. |
| 2021–22 | Penn       | 26                                                                   | 26                                                                   | 31.8                                                                 | .446                                                                 | .335                                                                 | .810                                                                 | 3.6                                                                  | 2.4                                                                  | .8                                                                   | .0                                                                   | 20.9                                                                 |
| 2022–23 | Penn       | 28                                                                   | 26                                                                   | 33.5                                                                 | .464                                                                 | .356                                                                 | .856                                                                 | 3.6                                                                  | 2.3                                                                  | 1.1                                                                  | .1                                                                   | 23.4                                                                 |
| 2023–24 | St. John's | 31                                                                   | 23                                                                   | 25.1                                                                 | .440                                                                 | .311                                                                 | .745                                                                 | 2.0                                                                  | 1.7                                                                  | 0.8                                                                  | .1                                                                   | 11.6                                                                 |
| Total   | Total      | 110                                                                  | 95                                                                   | 30.3                                                                 | .444                                                                 | .337                                                                 | .785                                                                 | 3.1                                                                  | 2.1                                                                  | .9                                                                   | .1                                                                   | 17.2                                                                 |

### Profesional
Tras no ser elegido en el Draft de la NBA de 2024, el 6 de agosto firmó su primer contrato profesional con el KK Vojvodina de la liga serbia.